# 氟氩化氢
氟氩化氢（化学式：HArF）是一个氬的化合物，也是目前唯一被發現的氬化合物。

## 發現
氬氟化氫是一群由馬庫·拉薩能（Markku Räsänen）領導的芬蘭化學家發現的，他們在2000年8月24日將發現氟氬化氫的消息登上了《自然》雜誌。

## 合成
這群芬蘭化學家是將氬氣和氟化氫在碘化铯表面冷凍至−265°C，這使氬氣結成冰，然後再用大量的紫外線照射這氬冰和氟化氫的混合物，這使得氬和氟化氫反應產生氬氟化氫。經過紅外光譜分析後，他們發現氬原子已經和氟原子、氫原子產生化學鍵，但該化學鍵非常的弱，只要溫度高於−256°C它就會再分解為氬和氟化氫。

## 性质
氟氩化氢在 17K以上分解。
根据理论计算，氟氩化氢的 H-Ar 键长为 133 pm ，Ar-F键长为 197 pm ，偶极矩 6.51 D。